# Michael Senft
Michael Senft (Bad Kreuznach, Renânia-Palatinado, 28 de setembro de 1972) é um canoísta de slalom alemão na modalidade de canoagem.

## Carreira
Foi vencedor da medalha de bronze em slalom C-2 em Atlanta 1996, junto com o seu colega de equipa Andre Ehrenberg.